# Camp Hovey
Camp Hovey ist ein Stützpunkt der US Army ca. eine Meile außerhalb der südkoreanischen Stadt Dongducheon, die etwa 41 Meilen nördlich der Hauptstadt Seoul liegt. Die Basis ist ein Außenposten des weit größeren Stützpunkts Camp Casey, mit dem sie durch den so genannten Hovey Cut (Straße) verbunden ist. Sie ist Teil  einer Vielzahl militärischer Anlagen im Raum Tongduchon, der Casey Enclave genannt wird.
Die Basis ist eine von vielen Stützpunkten der Army nahe der Demilitarisierte Zone (DMZ) an der Grenze zu Nordkorea, wie zum Beispiel Camp Castle und das benachbarte Camp Casey, wo starke Kräfte der 2. US-Infanteriedivision konzentriert sind, dem Kernverband der 8. US-Armee.
Camp Hovey hat eine Fläche von 4000 Acres und bietet Unterkünfte für 2000 bis 2500 Soldaten und bis zu 500 Zivilangestellte des Verteidigungsministeriums und weitere 100 Mann Personal, deren Aufgaben als geheim eingestuft sind.

## Auftrag
Der Stützpunkt bildet an der DMZ eine starke Militärpräsenz, um so primär gegen etwaige Invasionspläne von außen abschreckend zu wirken und sekundär, im Kriegsfall die Landesverteidigung Südkoreas zu unterstützen. Damit leistet die Basis einen Beitrag zur territorialen Integrität Südkoreas und zum Bündnis zwischen Südkorea und den Vereinigten Staaten.

## Stationierte Einheiten
- Hauptquartier der 1st Heavy Brigade Combat Team, Iron Brigade der 2. US-Infanteriedivision
  - 302nd Brigade Support Battalion, 302. Brigadeunterstützungsbataillon.
  - 1st Brigade Special Troops Battalion, 1. Brigadespezialtruppenbataillon